# Kızılay
|  | Aquest article tracta sobre la Mitja Lluna turca. Si cerqueu el barri d'Ankara, vegeu «Kızılay, Ankara». |

Kızılay or Türk Kızılayı (‘Mitja Lluna Roja turca’, en turc) és l'organització nacional turca que correspon a la Creu roja. Va ser fundada en època otomana com a Hilal-i Ahmer Cemiyeti (‘Associació de la Mitja Lluna Roja’, en turc otomà), el 1868. El seu centre administratiu es troba a Ankara, capital de Turquia.

## Història

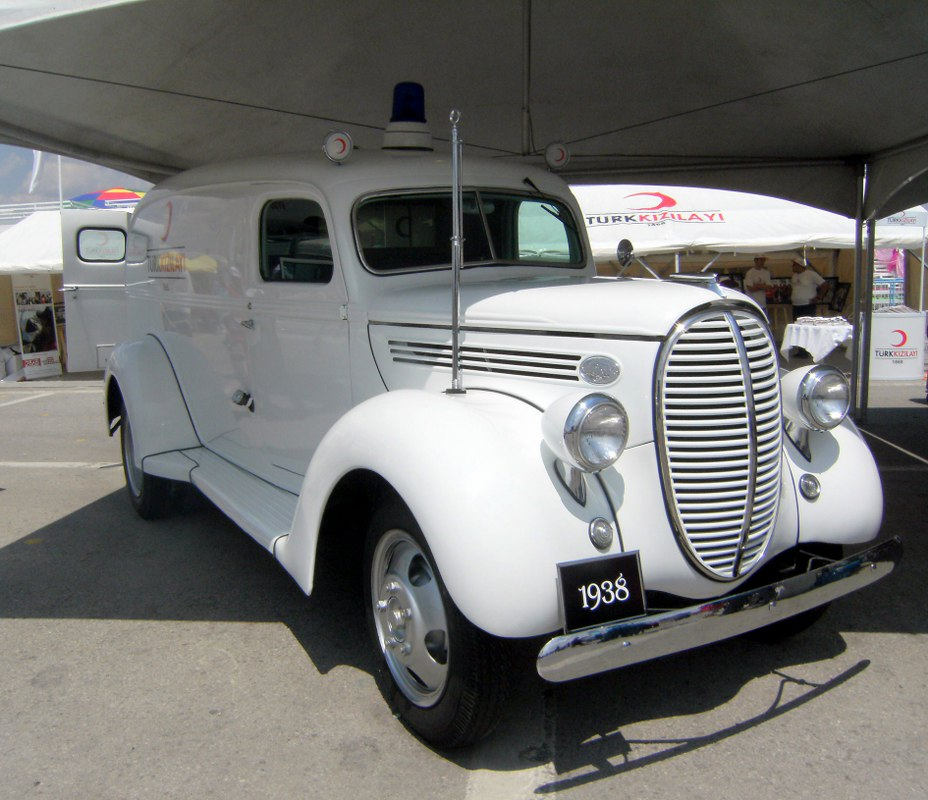
Ambulància de Türk Kızılayı a 1938.

En els seus inicis, Hilal-i Ahmer/Kızılay treballava com a proveïdora de serveis de salut. En els anys 1912-13 tenia 20 hospitals en diferents ciutats de l'Imperi. El primer hospital obert per Kızılay a la capital imperial, Istanbul, fou a Kadırga, el 23 de novembre de 1912. Entre les infermeres d'aquest hospital hi havia dones musulmanes. L'organització també tenia un centre de dones, des de 20 de març de 1912, amb unes cent membres, presidida per Nimet Muhtar Hanımefendi (una hanımsultan o princesa, esposa d'Ahmed Muhtar Paşa, Ministre de Guerra) sota la presidència honorífica de la Başkadınefendi (primera esposa) del Sultà, fundat per a ajudar a les viudes i orfes de les Guerres Balcàniques. La feminista Fatma Aliye Hanım fou la secretària i una de les primeres membres d'aquest centre. Va renunciar el 31 d'octubre de 1916 amb una carta dirigida al Dr. Besim Ömer Paşa, President de Hilal-i Ahmer, per no haver estat inclosa a la delegació de la Mitja Lluna turca invitada a visitar Alemanya.
Amb la república, Hilal-i Ahmer va canviar el seu nom a "Türk Kızılayı" i un dels seus primers serveis va ser ajudar a rehabilitar milers de refugiats turcs que venien de Grècia, com a resultat de l'Intercanvi de poblacions entre Grècia i Turquia després de la invasió grega de Turquia.
La seva primera seu en Ankara, capital turca, va ser a Kızılay, en la plaça epònima, en el districte de Çankaya. Avui és al barri de Çankaya, la parte alta del mateix districte.